# اتاق قتل
اتاق قتل (انگلیسی: The Killing Room) فیلمی آمریکایی در سبک درام به کارگردانی جاناتان لیبسمن است که در سال ۲۰۰۹ منتشر شد.

## بازیگران
- کلویی سونی
- نیک کانن
- تیموتی هاتون
- کلیا دووال
- شیا ویگهام
- پیتر استورماره